# José Barbosa de Castro
José Barbosa de Castro (* 1858; † 1920) war ein portugiesischer Jurist.

## Werdegang
Nach Abschluss seines Studiums der Rechtswissenschaften und Promotion war er als Rechtsanwalt niedergelassen und Richter am Handelsgericht der Stadt Porto. Als Präsident der Câmara Municipal in Porto leistete er der Stadt wichtige Dienste.
Seit 1933 erinnert im Stadtteil Miragaia eine Straße an ihn.

## Quelle
- Arquivo da Toponímia, Câmara Municipal de Porto